# جان میکا
جان میکا (به انگلیسی: John Mica) نمایندهٔ حوزه انتخابیه هفتم فلوریدا از جمهوری‌خواه در مجلس نمایندگان ایالات متحده آمریکا است که برای نخستین‌بار در ۱۹ ژانویه ۱۹۹۳ میلادی به‌عضویت این مجلس درآمد.